# Марчел Кораш
Марчел Кораш (рум. Marcel Coraș, нар. 14 травня 1959, Арад) — румунський футболіст, що грав на позиції нападника.
Виступав, зокрема, за клуб «Спортул», а також національну збірну Румунії.

## Клубна кар'єра
У дорослому футболі дебютував 1977 року виступами за команду УТ (Арад), в якій провів два сезони, взявши участь у 57 матчах чемпіонату. 1979 року перейшов у «Політехніку» (Тімішоара), але у команді закріпитись не зумів і 1981 року повернувся в УТ (Арад).
Своєю грою за останню команду привернув увагу представників тренерського штабу клубу «Спортул», до складу якого приєднався 1983 року. Відіграв за бухарестську команду наступні п'ять сезонів своєї ігрової кар'єри. Більшість часу, проведеного у складі «Спортула», був основним гравцем атакувальної ланки команди. У складі «Спортула» був одним з головних бомбардирів команди, маючи середню результативність на рівні 0,37 гола за гру першості і 1984 року з 20 голами став найкращим бомбардиром чемпіонату Румунії.
У 1988 році він перебрався у «Вікторію» (Бухарест), де забив аж 40 голів у 48 матчах. У 1990 році на кілька місяців повернувся в «Спортул», однак того ж року вирушив за кордон і один сезон провів в грецькому «Паніоніосі».
У сезоні 1991/92 знову грав за «Спортул», після чого виступав за французький «Оріяк» з четвертого за рівнем дивізіону країни. Згодом грав за та «Університатю» (Клуж-Напока), а завершив ігрову кар'єру у команді УТ (Арад) у 1995 році.

## Виступи за збірну
17 листопада 1982 року дебютував в офіційних матчах у складі національної збірної Румунії в матчі проти збірної НДР (1:4).
У складі збірної був учасником чемпіонату Європи 1984 року у Франції, де зіграв у всіх трьох іграх і забив гол у грі проти ФРН (1:2), але команда не вийшла з групи. У березні 2008 року за участь у чемпіонаті Європи 1984 року та за всю діяльність нагороджений орденом «За спортивні заслуги» ІІІ ступеня.
Востаннє зіграв за збірну 30 березня 1988 року проти збірної Східної Німеччини (3:3). Загалом протягом кар'єри в національній команді, яка тривала 7 років, провів у її формі 36 матчів, забивши 6 голів.

## Титули і досягнення
- Найкращий бомбардир чемпіонату Румунії: 1983/84 (20 голів)
- Срібний бутс Європи: 1989 (36 голів)[4]